# Hirz-Maulsbach
Hirz-Maulsbach là một đô thị thuộc huyện Altenkirchen, trong bang Rheinland-Pfalz, phía tây nước Đức. Đô thị Hirz-Maulsbach có diện tích 6,14 km², dân số thời điểm ngày 31 tháng 12 năm 2006 là 322 người.